# Drvo (materijal)
Drvo je prirodni materijal koji se dobiva od drvenastih biljaka, uglavnom od debla stabala, iako se za neke primjene koriste i drvo grana.
Drvo je nehomogen, anizotropan, porozan, vlaknast i higroskopan materijal sastavljen od celuloze (40-50%), lignina (25-30%), drvnih polioza (20-30%) i popratnih tvari (smole, minerali, i dr.). Svojstva drva odraz su njegovog prirodnog porijekla, tj. građe.
Drvo je izgrađeno od stanica, koje se radi svojeg izduženog oblika u drvu nazivaju vlakanca drva. Uz vlakanaca, u drvu se nalaze i druge vrste stanica (traheide, traheje i parenhim), koje se razlikuju prema dijelu godine i dijelu stabla u kojem su nastale, te tako uzrokuju nehomogenost drva. Anizotropnost drva uzrokovana je položajem vlakanca, koje je uglavnom u smjeru rasta stabla. Poroznost drva određena je odnosom stijenki i lumena vlakanaca.
Omjer između čvrstoće i težine drva je bolji nego kod metalnih materijala.
Drvo je materijal koji u upotrebi sadrži postotak vode, koji je određen higroskopskom ravnotežom između celuloze i drvnih polioza i vlage u njegovu okolišu. Vlažnost drva u upotrebi kreće se od 8% u prostorijama s centralnim grijanjem do 18% u podrumskim prostorima.
Budući da je drvo prirodnog porijekla podložno je utjecaju mikroorganizama, uglavnom gljivica koje uzrokuju promjenu boje i truljenje. Insekti također napadaju drvo kao izvor hrane. Izloženost vremenskim prilikama također uzrokuje propadanje drva vidljivo kao površinske ili duboke pukotine i erozija površine. Propadanje drva sprečava se površinskom obradom (lakovi, lazure i sl. premazi), te impregnacijom (utiskivanjem zaštitnog sredstva u šupljine drva).
Drvo se koristi kao sirovina u industriji i za ogrijev. Ono je kruto gorivo slabijih toplinskih vrijednosti. U našim se krajevima kao drvo za ogrjev koriste uglavnom bukva, hrast, i grab, te oni dijelovi stabala koji se ne mogu dalje prerađivati.
Drvo se također koristi za izradu predmeta (osobito namještaja i građevinskih konstrukcija u arhitekturi, te potrepština poput čačkalica, pribora za jelo, i dr.), umjetnina, glazbala, igračaka. Celuloza iz drva kemijskim se putem izdvaja iz drva i upotrebljava za izradu papira.

## Svojstva drva
Svojstva drva ovise o botaničkoj vrsti drva, a unutar iste botaničke vrste ovise o mjestu rasta drva, dobu sječe, dijelu stabla iz kojeg je uzet uzorak, greškama strukture drva i sadržaju vode.

## Osnovna fizička svojstva drva

### Higroskopnost
Drvo je higroskopan materijal, te u sebi uvijek sadrži količinu vode određenu higroskopskom ravotežom između drva i okoliša. Kada je vlaga okoliša (zraka) veća od hidroskopske ravnoteže drvo će upijati vlagu i obratno.

### Sadržaj vode
Voda u drvu može biti u lumenima (slobodna voda) i u stijenkama stanica (vezana voda).  Prilikom sušenja drva, prvo isparava slobodna voda, a nakon toga i vezana voda. Udio vode u drvu izražava se najčešće izražava omjerom težine standardnog suhog drva i težine vlažnog drva. U trenutku rušenja stabla, količina vode u drvu je najveća i iznosi 35-200%.
Prema sadržaju vode, drvo se može podijeliti na: 
- sirovo - v > 40%
- provelo - v = 23-40%
- prosušeno - v = 19-22%
- zrakosuho - v = 13-18%
- sobosuho - v = 6-12%
- standardno suho - v = 0% (laboratorijski osušeno)

### Utezanje i bubrenje
Utezanje drva je proces promjene dimenzija drvenog uzorka (predmeta) zbog sušenja. On počinje kod točke zasićenosti vlakanaca (25-30% sadržaja vode), a to je stanje kada su lumeni prazni, a stijenke maksimalno zasićene vodom i traje do stanja standardne suhoće. Promjena dimenzija se događa linearno s gubitkom vode.
Prilikom izlaska molekula vode iz stijenki stanica, spletovi lanaca celuloze približavaju se jedan drugome i tako smanjuju volumen kojeg zauzimaju. Isto se događa i s drvnim poliozama. Smanjenje volumena stijenki prenosi se na drveni predmet, koji gubi na svojim dimenzijama, tj. uteže se.
Budući da su spletovi lanaca u stijenci orijentirani uzdužno ili pod blagim kutom na uzdužnu os, smanjenje dimenzija je najmanje u tome smjeru (uzdužno po vlakancima)(od 0,2 do 0,5%), a najveće poprečno na vlakanca (od 3,0 do 9,0%). Veličina utezanja je također veća u smjeru tangencijalno na godove, od onog okomito na godove.
Bubrenje je proces obrnut utezanju.

### Volumna težina drva (Gustoća drva)
Budući da je drvo sastavljeno od stanica (stijenke i lumeni), razlikujemo gustoću same drvne tvari i volumnu težinu drva kao poroznog materijala s određenim postotkom vlage.
Gustoća drvne tvari, tj. gustoća stijenki je za sve vrste drva podjednaka i kreće se oko 1,5 g/cm3. Za vrste drva koje se tehnološki iskorištavaju u Hrvatskoj, volumna težina kreće se od 0,30 g/cm3 (suha jelovina) do 1,00 g/cm3 (sirova bukovina).

## Mehanička svojstva drva
Mehanička svojstva drva najviše ovise o:
- smjeru sile u odnosu na smjer vlakanaca
- vrsti drva
- težini drva
- pravilnosti građe drva
- vlazi drva

## Trajnost drva
Prirodna trajnost drva je njegova sposobnost da se odupre biološkim i abiološkim utjecajima. Ona ovisi o vrsti drva, te mjestu i načinu upotrebe drvenog proizvoda.
Prema prirodnoj trajnosti, drvo se dijeli na:
- vrlo trajne (bagrem, kesten, hrast, duglazija)
- trajne (bor, jela, smreka jasen)
- slabo trajne (topola, bukva, lipa,)

Prirodna trajnost drva može se povećati premazivanjem površine ili impregnacijom sredstvima koja ga štite od napada ksilofagnih gljivica i insekata. Zaštitna sredstva djeluju otrovno na ksilofagne štetnike ili sprječavaju prodor vlage, koja je potrebna za razvoj tih organizama. Osim toga zaštitna sredstva sprečavaju štetno djelovanje sunčevog UV zračenja, erozivno djelovanje vode i druge abiološke utjecaje.

## Estetska svojstva
Estetska svojstva drva primjećuju se vidom, njuhom i dodirom. Sva botaniča vrsta drva ima karakteristična estetska svojstva. Ona su važna kod upotrebe drva u stambenim ili javnim prostorima gdje je drvo vidljivo i izloženo dodiru, pa se odabir vrste drva vodi prema estetskim svojstvima.

### Tekstura drva
Tekstura drva je slika anatomskih elemenata građe drva promatrana prostim oko. Po teksturi razlikujemo botaničku vrstu drva. Ovisno o presjeku može biti čeona (čelo drvenog predmeta), radijalna (tekstura blistače) i tangentna (tekstura bočnice). Tesktura drva može biti pravilna i nepravilna. Predmeti napravljeni od drva nepravilne tekstura mogu biti vrlo atraktivni i cijenjeni.

### Finoća drva
Finoća drva se odnosi se na veličinu, raspored i tok elemenata građe drva, kao i na širinu i izgled godova. Drvo je finije ako su elementi građe i godovi pravilno raspoređeni, ujednačeni i sitni.

### Sjaj drva
Sjaj drva je sposobnost površine da odražava svjetlost. Budući da domaće vrste imaju malen ili nikakav sjaj, on se pojačava površinskom obradom predmeta.

### Miris drva
Miris drva potječe od hlapljivih tvari koje se nalaze u njemu. On može biti ugodan (bor, smreka), neugodan (cer) i neutralan (hrast, bukva, jasen). Neugodan miris može biti znak uznapredovalog napada gljivica, tj. truljenja.

## Ogrijevna vrijednost drva
Za ogrjevno drvo upotrebljava se drvo koje se ne može kvalitetnije iskoristiti radi svojih grešaka (kvrge, promjene boje, oštećenja od insekata) ili malih dimenzija (ostaci od prerade). Količina ogrjevnog drva najčešće se računa i plaća po prostornom metru.
Ogrijevna vrijednost drva kreće se od 2040 (bagrem) do 1110 (jablan, vrsta topole) kWh po prostornom metru. Hrast se nalazi između s 1890, kao i bukva s 1850 kWh/pm.
Kada se promatra ogrjevna vrijednost prema težini drva, redoslijed vrsta je drugačiji. Naime, ogrjevna vrijednost čiste drvne tvari kreće u uskim granicama, od 18,5 do 19 MJ/kg, a povećavaju je smole, ulja i voskovi koji se pojavljuju u drvu četinjača.
Ogrjevna snaga drva pada s povećanjem vlage, jer se dio energije troši na isparavanje vode iz drva. Stoga je najisplativije koristiti suho ogjevno drvo.

## Zapaljivost drva
U današnje vrijeme sve se veća pažnja daje sigurnosti življenja. Stoga se zapaljivost drva često puta stavlja na prvo mjesto. Međutim, potrebno je znati da drvo gori na površini, a da pri tome konstrukcija zadržava svoju čvrstoću, za razliku od metalnih konstrukcija koje se deformiraju na povišenoj temperaturi, ili betonskih konstrukcija koje iznenada pucaju. Osim toga toga, u stambenim prostorima mnogi su materijali lakše zapaljivi od drva i mogu stvoriti vrlo otrovne plinove.
Zapaljivost drva ublažava se usporivačima gorenja ili se potpuno sprečava impregnacijom sredstvima na osnovi aluminijevog hidroksida, magnezijevog hidroksida, amonijevog polifosfata, antimonovog trioksida, te spojeva fosfora, dušika i bora.

## Ostala svojstva drva

### Toplinska svojstva
Drvo je slab vodič topline, što ga čini izvrsnim izolacijskim materijalom.

### Akustična svojstva
Drvo je dobar vodič zvuka, a njegova akustično-rezonancijska svojstva čine ga nezamjenjivim materijalom za izradu glazbala. Ploče izrađene od drva drugačije provode zvuk i mogu poslužiti kao zvučna izolacija.

### Vodljivost elektriciteta
Drvo loše provodi električnu struju. Vlaga u drvu povećava provodljivost. Potpuno suho drvo se smatra izolatorom.

## Greške drva
Greške građe drva
Greške boje drva
Greške boje i konzistencije drva
Greške od insekata
Greške od štetnika pod vodom

## Ostale upotrebe drva

### Drvo u kiparstvu
Drvo je jedan od najstarijih tradicionalnih materijala koji su se koristili u kiparstvu. Umjetnici su od prapovijesti cijenili njegovu tvrdoću, oblik, boju i strukturu, ali i podatnost oblikovanju. Iako se može umjetnički oblikovati svaka vrsta drveta, umjetnici preferiraju neke vrste.
Ono zahtjeva posebnu obradu gdje se od debla tesanjem odstranjuje višak i tako plastički oblikuje. Na koncu se obrađuje njegova površina do željenog oblika, teksture i po želji boje (bojenje).
Drvorezbarstvo je tehnika ukrašavanja drva plitkim iili dubokim rezom, koje dolazi do izražaja napose pri izradi predmeta umjetničkog obrta (škrinje, klupe, ormari, i dr.).
Drvo se također koristi kao materijal za grafičku tehniku drvoreza.
Drvo ne traje dugo poput drugih kiparskih materijala, jer naposljetku strada od truljenja, pucanje, insekata ili vatre.

### Drvo u arhitekturi
Drvo je prirodni građevni materijal koji se upotrebljava u obliku greda (vertikalnih i horizontalnih), mosnica, dasaka, šindre, i dr.; ali i kao pomoćni materijal (oplata) za gradnju od drugih materijala kao što je kamen ili beton.
Drvena arhitektura je naziv za građevine kojima je osnovni konstruktivni materijal (nosive stijene, stropovi, krovna konstrukcija) izveden od drveta.
Drvo se također koristi za ukrašavanje građevina